# プラットフォーム・コントローラー・ハブ

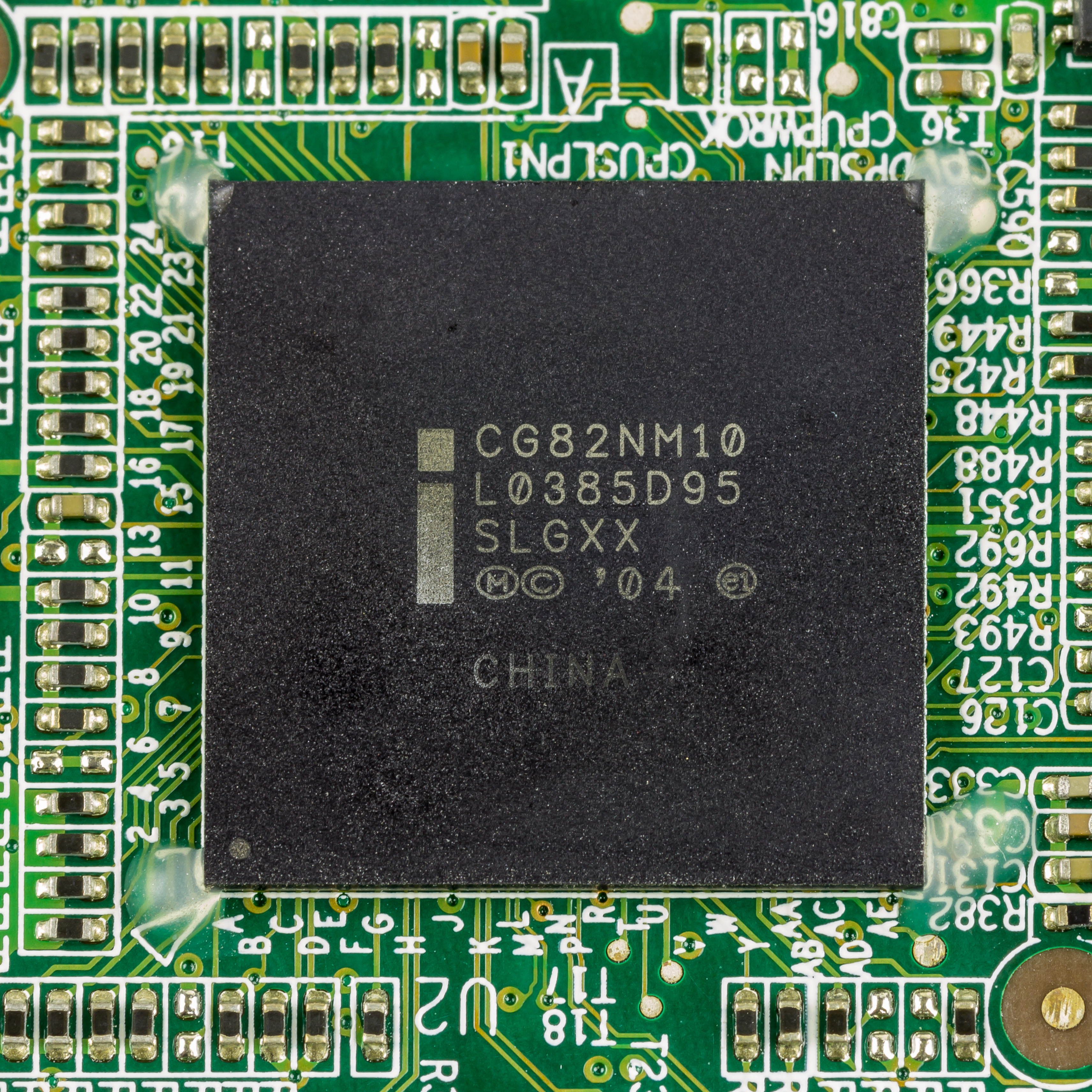
Intel CG82NM10 (Tiger Point)

プラットフォーム・コントローラー・ハブ (Platform Controller Hub, PCH) は、2008年ごろから導入されているインテルによるチップファミリーの1つである。PCHは、Intel 5シリーズから登場し、ノースブリッジとサウスブリッジを用いていたインテル・ハブ・アーキテクチャの後続である。
PCHはいくつかのデータパスを管理し、Intel製CPUの機能のサポートする役割を果たしている。これらの機能には、システムクロック、Flexible Display Interface (FDI)、Direct Media Interface (DMI)が含まれる。ただしFDIはGPU統合プロセッサのサポートにしか使われない。このように、I/OにおけるチップセットとCPUの関係は以前のアーキテクチャから見直されている。メモリコントローラやPCIレーンなどの以前のノースブリッジの機能のいくつかはCPUに統合され、PCHは残りのノースブリッジの機能と伝統的なサウスブリッジの機能を併せ持っている。

## 概要
PCHアーキテクチャはインテルによる以前のハブアーキテクチャを継承しつつ、プロセッサ・マザーボード間で次第に問題になりつつあったパフォーマンスボトルネックを解消するようデザインされている。時間とともに、CPUの速度は増加し続けたが、フロントサイドバス（FSB, CPUとマザーボード間の接続）の帯域幅の増加は比較的少なく、結果としてFSBが最大のパフォーマンスボトルネックになっていた。
以前のハブアーキテクチャでは、マザーボードはノースブリッジとサウスブリッジからなる2種類のチップセットを搭載していた。ボトルネックへの解決策として、伝統的にノースブリッジやサウスブリッジに属していたいくつかの機能は再配置された。ノースブリッジは完全に廃止され、メモリコントローラと拡張カード用のPCI Expressレーンの機能は完全にCPUダイ・パッケージに統合された。
PCHは残りのノースブリッジの機能（クロックなど）をサウスブリッジの機能と足しあわせたものである。システムクロックは以前は接続であったがPCHでは完全に融合している。Flexible Display Interface (FDI)とDirect Media Interface (DMI)の2つの異なる接続がPCHとCPUの間に存在している。FDIはチップセットがプロセッサの統合グラフィックスをサポートする必要がある場合にのみ用いられる。Intel Management Engineは同様にNehalemプロセッサおよび5系のチップセットからPCHに移動させられた。
ノースブリッジがCPUに統合されたことで、チップセットに必要とされる帯域幅は緩和された。